# سنبل انگلیسی

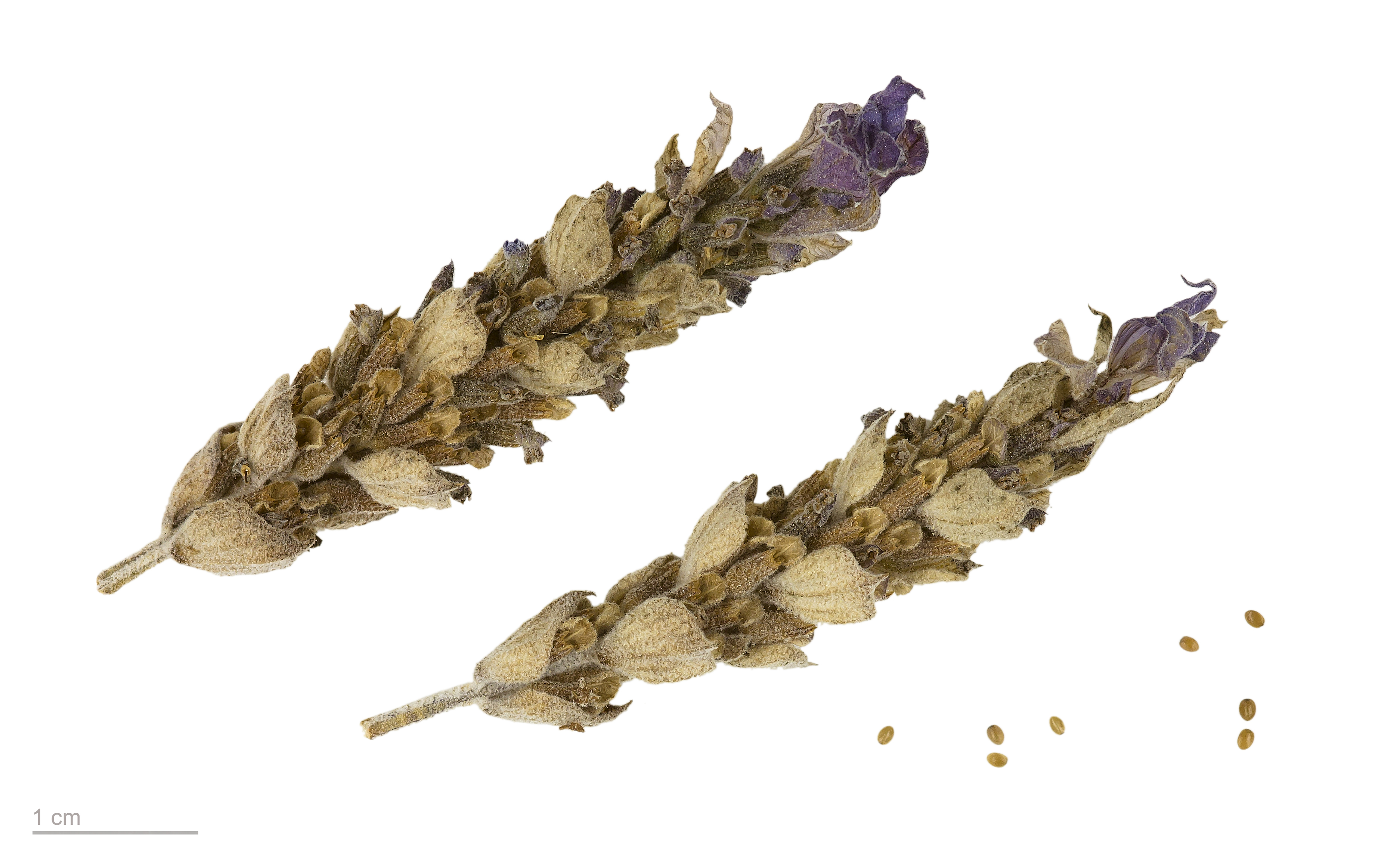
بذرهای سنبل انگلیسی

سنبل انگلیسی (نام علمی: Lavandula dentata) نام یک گونه از سردهٔ اسطوخودوس است.